# Гольф на літніх Олімпійських іграх 2020 — кваліфікація
Кваліфікація на змагання з гольфу на літніх Олімпійських іграх 2020 в Токіо визначалася не за допомогою відбіркових турнірів, а рейтингами Міжнародної федерації гольфу.
Кваліфікація ґрунтувалась на світовому рейтингу (Офіційний світовий рейтинг гольфу для чоловіків, Жіночий світовий рейтинг гольфу для жінок) станом на 21 червня 2021 року (для чоловіки) і 28 червня 2021 року (для жінок). Загалом по 60 гравців кваліфікувались у змаганнях серед чоловіків і жінок. Завдяки рейтингу кваліфікувались по 15 найкращих гравців кожної статі, з обмеженням не більш як чотири гравці з однієї країни. Решта місць дісталися гравцям з найвищим рейтингом з країн, які ще не мали двох гравців, що кваліфікувались, з обмеженням по два гравці на країну. МФГ гарантувала, що принаймні один гравець кваліфікувався від країни-господарки і принаймні по одному від кожного континенту (Африка, Америка, Азія, Європа і Океанія).

## Гравці, що кваліфікувались

### Чоловіки
Остаточний рейтинг чоловічих змагань опубліковано 22 червня 2021 року.
| Місце | Ім'я                      | Країна                  | Світовий рейтинг |
| ----- | ------------------------- | ----------------------- | ---------------- |
| 1     | Хон Рам                   | Іспанія (ESP)           | 1                |
| 2     | Джастін Томас             | США (USA)               | 3                |
| 3     | Коллін Морікава           | США (USA)               | 4                |
| 4     | Ксандер Шоффел            | США (USA)               | 5                |
| 5     | Брайсон Дешамбо           | США (USA)               | 6                |
| 6     | Рорі Макілрой             | Ірландія (IRL)          | 10               |
| 7     | Віктор Говланд            | Норвегія (NOR)          | 14               |
| 8     | Мацуяма Хідекі            | Японія (JPN)            | 16               |
| 9     | Пол Кейсі                 | Велика Британія (GBR)   | 20               |
| 10    | Абрагам Ансер             | Мексика (MEX)           | 23               |
| 11    | Im Sung-jae               | Південна Корея (KOR)    | 26               |
| 12    | Кемерон Сміт              | Австралія (AUS)         | 28               |
| 13    | Хоакін Німанн             | Чилі (CHI)              | 31               |
| 14    | Томмі Флітвуд             | Велика Британія (GBR)   | 33               |
| 15    | Корі Коннерс              | Канада (CAN)            | 36               |
| 16    | Ґаррік Гіґґо              | ПАР (RSA)               | 38               |
| 17    | Шейн Лоурі                | Ірландія (IRL)          | 42               |
| 18    | Марк Лейшман              | Австралія (AUS)         | 43               |
| 19    | Хрістіан Безейденаут      | ПАР (RSA)               | 46               |
| 20    | Kim Si-woo                | Південна Корея (KOR)    | 49               |
| 21    | Карлос Ортіс              | Мексика (MEX)           | 53               |
| 22    | Маккензі Ґ'юз             | Канада (CAN)            | 63               |
| 23    | Себастьян Муньйос         | Колумбія (COL)          | 67               |
| 24    | Гвідо Мільйоцці           | Італія (ITA)            | 72               |
| 25    | Рікуя Хосіно              | Японія (JPN)            | 76               |
| 26    | Антуан Рознер             | Франція (FRA)           | 78               |
| 27    | Томас Детрі               | Бельгія (BEL)           | 94               |
| 28    | Алекс Норен               | Швеція (SWE)            | 95               |
| 29    | Томас Пітерс              | Бельгія (BEL)           | 107              |
| 30    | Калле Самооя              | Фінляндія (FIN)         | 117              |
| 31    | Маттіас Шваб              | Австрія (AUT)           | 118              |
| 32    | Rasmus Højgaard           | Данія (DEN)             | 121              |
| 33    | Самі Вялімяки             | Фінляндія (FIN)         | 122              |
| 34    | Джазз Джаневаттананонд    | Таїланд (THA)           | 129              |
| 35    | Джонатан Вегас            | Венесуела (VEN)         | 130              |
| 36    | Франческо Молінарі        | Італія (ITA)            | 133              |
| 37    | Генрік Норландер          | Швеція (SWE)            | 136              |
| 38    | Міто Перейра              | Чилі (CHI)              | 146              |
| 39    | Адрі Арнаус               | Іспанія (ESP)           | 147              |
| 40    | Йоахім Б. Гансен          | Данія (DEN)             | 151              |
| 41    | Рорі Саббатіні            | Словаччина (SVK)        | 167              |
| 42    | Зепп Штрака               | Австрія (AUT)           | 174              |
| 43    | Раян Фокс                 | Нова Зеландія (NZL)     | 178              |
| 44    | Пан Ченцун                | Китайський Тайбей (TPE) | 181              |
| 45    | Ромен Лангаск             | Франція (FRA)           | 186              |
| 46    | Адріан Меронк             | Польща (POL)            | 189              |
| 47    | Максіміліан Кіффер        | Німеччина (GER)         | 193              |
| 48    | Джувік Пагунсан           | Філіппіни (PHI)         | 216              |
| 49    | Ondřej Lieser             | Чехія (CZE)             | 231              |
| 50    | Скотт Вінсент             | Зімбабве (ZIM)          | 239              |
| 51    | Гунн Чароенкул            | Таїланд (THA)           | 259              |
| 52    | Гурлі Лонґ                | Німеччина (GER)         | 263              |
| 53    | Фабріціо Занотті          | Парагвай (PAR)          | 280              |
| 54    | Рафаель Кампос            | Пуерто-Рико (PUR)       | 281              |
| 55    | Гевін Грін                | Малайзія (MAS)          | 286              |
| 56    | Юань Єчунь                | Китай (CHN)             | 291              |
| 57    | Крістіан Крог Йоганнессен | Норвегія (NOR)          | 292              |
| 58    | У Асхунь                  | Китай (CHN)             | 315              |
| 59    | Анірбан Лахірі            | Індія (IND)             | 340              |
| 60    | Удаян Мане                | Індія (IND)             | 356              |

Чоловіки, що відмовились від можливої кваліфікації (вказано світовий рейтинг станом на 20 червня):
- Дастін Джонсон (2) зі США[5][6]
- Серхіо Гарсія Фернандес (48) і Рафаель Кабрера Бельйо (140) з Іспанії[6][7]
- Адам Скотт (41) з Австралії[6][8]
- Бернд Вайсбергер (54) з Австрії[6][9]
- Денні Лі (191) з Нової Зеландії[10]
- Луї Остхойзен (12) з ПАР[6][11]
- Мартін Каймер (99) і Штефан Єґер (114) з Німеччини[6][12]
- Тайрелл Гаттон (11), Метью Фіцпатрік (21) і Лі Вествуд (27) з Великої Британії[6][11]
- Каміло Вільєгас (225) з Колумбії[13]
- Еміліано Грільйо (74) з Аргентини[14]
- Віктор Перес (37) із Франції[15]

Крім того, Олімпійський комітет Нідерландів не дозволив Йосту Лайтену (177) і Вілу Бесселінгу (221) брати участь у змаганнях, бо їхні учасники мають входити до топ-100 світового рейтингу.

#### Кваліфікація за країнами
| Америка (14)          | Європа (27)               | Океанія (3)              | Азія (13)                   | Африка (3)         |
| --------------------- | ------------------------- | ------------------------ | --------------------------- | ------------------ |
| Канада (CAN) (2)      | Австрія (AUT) (2)         | Австралія (AUS) (2)      | Китай (CHN) (2)             | ПАР (RSA) (2)      |
| Чилі (CHI) (2)        | Бельгія (BEL) (2)         | Нова Зеландія (NZL) (1)  | Китайський Тайбей (TPE) (1) | Зімбабве (ZIM) (1) |
| Колумбія (COL) (1)    | Чехія (CZE) (1)           |                          | Індія (IND) (2)             |                    |
| Мексика (MEX) (2)     | Данія (DEN) (2)           | Японія (JPN) (2)         |                             |                    |
| Парагвай (PAR) (1)    | Фінляндія (FIN) (2)       | Малайзія (MAS) (1)       |                             |                    |
| Пуерто-Рико (PUR) (1) | Франція (FRA) (2)         | Філіппіни (PHI) (1)      |                             |                    |
| США (USA) (4)         | Німеччина (GER) (2)       | Південна Корея (KOR) (2) |                             |                    |
| Венесуела (VEN) (1)   | Велика Британія (GBR) (2) | Таїланд (THA) (2)        |                             |                    |
|                       | Ірландія (IRL) (2)        |                          |                             |                    |
| Італія (ITA) (2)      |                           |                          |                             |                    |
| Норвегія (NOR) (2)    |                           |                          |                             |                    |
| Польща (POL) (1)      |                           |                          |                             |                    |
| Словаччина (SVK) (1)  |                           |                          |                             |                    |
| Іспанія (ESP) (2)     |                           |                          |                             |                    |
| Швеція (SWE) (2)      |                           |                          |                             |                    |

Джерело: 

### Жінки
Остаточний рейтинг жіночих змагань опубліковано 29 червня 2021.
| Місце | Ім'я                      | Країна                  | Світовий рейтинг |
| ----- | ------------------------- | ----------------------- | ---------------- |
| 1     | Неллі Корда               | США (USA)               | 1                |
| 2     | Ko Jin-young              | Південна Корея (KOR)    | 2                |
| 3     | Пак Ін Бі                 | Південна Корея (KOR)    | 3                |
| 4     | Кім Сей Йон               | Південна Корея (KOR)    | 4                |
| 5     | Даніель Канґ              | США (USA)               | 5                |
| 6     | Kim Hyo-joo               | Південна Корея (KOR)    | 6                |
| 7     | Брук Гендерсон            | Канада (CAN)            | 7                |
| 8     | Юка Сасо                  | Філіппіни (PHI)         | 8                |
| 9     | Лексі Томпсон             | США (USA)               | 9                |
| 10    | Лідія Ко                  | Нова Зеландія (NZL)     | 10               |
| 11    | Наса Хатаока              | Японія (JPN)            | 11               |
| 12    | Патті Таватанакіт         | Таїланд (THA)           | 12               |
| 13    | Джессіка Корда            | США (USA)               | 13               |
| 14    | Мінджі Лі                 | Австралія (AUS)         | 14               |
| 15    | Ганна Ґрін                | Австралія (AUS)         | 15               |
| 16    | Фен Шаньшань              | Китай (CHN)             | 19               |
| 17    | Арія Джутанугарн          | Таїланд (THA)           | 21               |
| 18    | Софія Попов               | Німеччина (GER)         | 23               |
| 19    | Моне Інамі                | Японія (JPN)            | 27               |
| 20    | Карлота Сіганда           | Іспанія (ESP)           | 32               |
| 21    | Mel Reid                  | Велика Британія (GBR)   | 38               |
| 22    | Анна Нордквіст            | Швеція (SWE)            | 49               |
| 23    | Нанна Мадсен              | Данія (DEN)             | 52               |
| 24    | Селін Бутьє               | Франція (FRA)           | 58               |
| 25    | Леона Магваєр             | Ірландія (IRL)          | 60               |
| 26    | Лінь Сіюй                 | Китай (CHN)             | 62               |
| 27    | Габі Лопес                | Мексика (MEX)           | 64               |
| 28    | Каролін Массон            | Німеччина (GER)         | 68               |
| 29    | Емілі Крістіне Педерсен   | Данія (DEN)             | 69               |
| 30    | Маделене Саґстрем         | Швеція (SWE)            | 72               |
| 31    | Матільда Кастрен          | Фінляндія (FIN)         | 74               |
| 32    | Ешлі Бухай                | ПАР (RSA)               | 76               |
| 33    | Hsu Wei-ling              | Китайський Тайбей (TPE) | 78               |
| 34    | Асахара Муньйос           | Іспанія (ESP)           | 84               |
| 35    | Джоді Еварт Шадофф        | Велика Британія (GBR)   | 86               |
| 36    | Джулія Молінаро           | Італія (ITA)            | 98               |
| 37    | Перрін Делакур            | Франція (FRA)           | 101              |
| 38    | Стефані Медоу             | Ірландія (IRL)          | 122              |
| 39    | Min Lee                   | Китайський Тайбей (TPE) | 130              |
| 40    | Анне ван Дам              | Нідерланди (NED)        | 133              |
| 41    | Алена Шарп                | Канада (CAN)            | 136              |
| 42    | Келлі Тан                 | Малайзія (MAS)          | 154              |
| 43    | Альбане Валенсуела        | Швейцарія (SUI)         | 163              |
| 44    | Б'янка Пагданганан        | Філіппіни (PHI)         | 165              |
| 45    | Адіті Ашок                | Індія (IND)             | 178              |
| 46    | Марія Фассі               | Мексика (MEX)           | 180              |
| 47    | Марія Фернанда Торрес     | Пуерто-Рико (PUR)       | 185              |
| 48    | Тіффані Чан               | Гонконг (HKG)           | 218              |
| 49    | Санна Нуутінен            | Фінляндія (FIN)         | 232              |
| 50    | Маріанне Скарпнорд        | Норвегія (NOR)          | 265              |
| 51    | Клара Шпілкова            | Чехія (CZE)             | 276              |
| 52    | Manon De Roey             | Бельгія (BEL)           | 278              |
| 53    | Крістіне Вольф            | Австрія (AUT)           | 288              |
| 54    | Пія Бабник                | Словенія (SLO)          | 301              |
| 55    | Мар'яхо Урібе             | Колумбія (COL)          | 306              |
| 56    | Даніела Даркеа            | Еквадор (ECU)           | 349              |
| 57    | Магдалена Зіммермахер     | Аргентина (ARG)         | 399              |
| 58    | Лукреція Коломботто Россо | Італія (ITA)            | 405              |
| 59    | Маха Гаддіуї              | Марокко (MAR)           | 418              |
| 60    | Tonje Daffinrud           | Норвегія (NOR)          | 419              |

Жінки, що відмовились від  можливої кваліфікації (вказано світовий рейтинг станом на 28 червня): 
- Чарлі Галл (41) і Джорджия Голл (51) з Великої Британії[19]
- Лі-Енн Пейс (209) з Південної Африки[20]
- Морган Метро (353) зі Швейцарії[джерело?]

#### Кваліфікація за країнами
| Америка (12)          | Європа (26)               | Океанія (3)              | Азія (17)                   | Африка (2)        |
| --------------------- | ------------------------- | ------------------------ | --------------------------- | ----------------- |
| Аргентина (ARG) (1)   | Австрія (AUT) (1)         | Австралія (AUS) (2)      | Китай (CHN) (2)             | Марокко (MAR) (1) |
| Канада (CAN) (2)      | Бельгія (BEL) (1)         | Нова Зеландія (NZL) (1)  | Китайський Тайбей (TPE) (2) | ПАР (RSA) (1)     |
| Колумбія (COL) (1)    | Чехія (CZE) (1)           |                          | Гонконг (HKG) (1)           |                   |
| Еквадор (ECU) (1)     | Данія (DEN) (2)           | Індія (IND) (1)          |                             |                   |
| Мексика (MEX) (2)     | Фінляндія (FIN) (2)       | Японія (JPN) (2)         |                             |                   |
| Пуерто-Рико (PUR) (1) | Франція (FRA) (2)         | Малайзія (MAS) (1)       |                             |                   |
| США (USA) (4)         | Німеччина (GER) (2)       | Філіппіни (PHI) (2)      |                             |                   |
|                       | Велика Британія (GBR) (2) | Південна Корея (KOR) (4) |                             |                   |
| Ірландія (IRL) (2)    | Таїланд (THA) (2)         |                          |                             |                   |
| Італія (ITA) (2)      |                           |                          |                             |                   |
| Нідерланди (NED) (1)  |                           |                          |                             |                   |
| Норвегія (NOR) (2)    |                           |                          |                             |                   |
| Словенія (SLO) (1)    |                           |                          |                             |                   |
| Іспанія (ESP) (2)     |                           |                          |                             |                   |
| Швеція (SWE) (2)      |                           |                          |                             |                   |
| Швейцарія (SUI) (1)   |                           |                          |                             |                   |